# Вакри
Ва̀кри (на италиански: Vacri) е село и община в Южна Италия, провинция Киети, регион Абруцо. Разположен е на 310 m надморска височина. Населението на общината е 1715 души (към 2014 г.).